# Gaudy (Adelsgeschlecht)

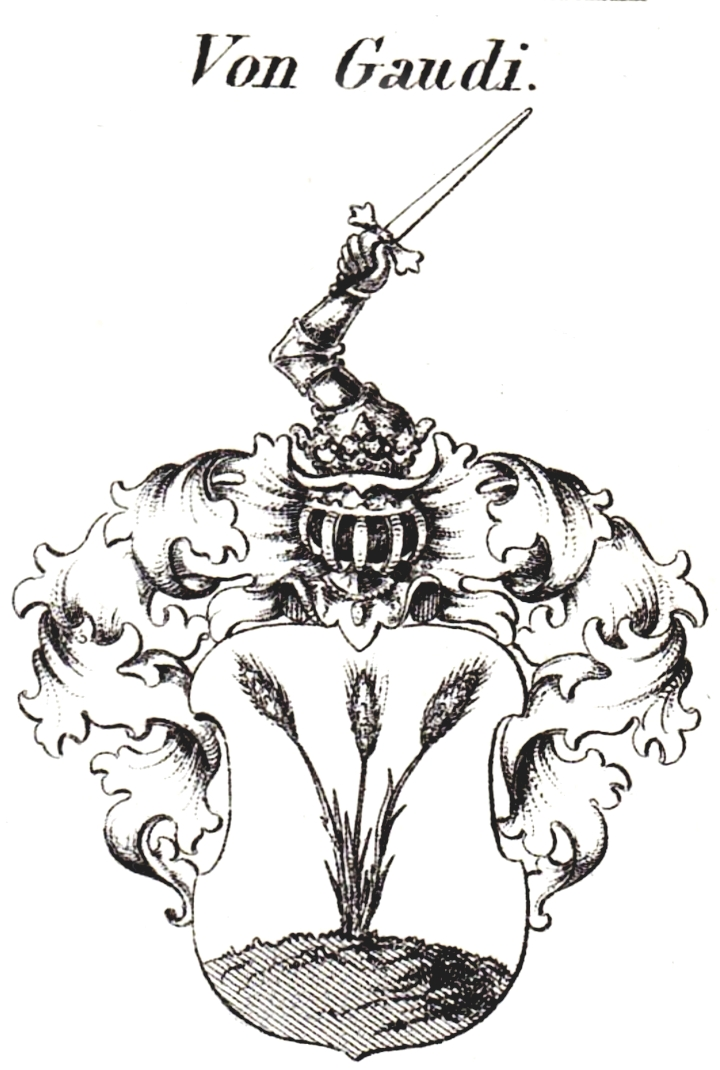
Wappen derer von Gaudi

Gaudy (auch Gaudi) ist der Name eines preußischen Adelsgeschlechts.
Die Familie ist von den stamm- und wappenverschiedenen Girodz von Gaudi (Girodz de Gaudi), welche aus einer Eheallianz der beiden Genfer Geschlechter de Girodz und de Gaudy hervorgingen und 1827 in den preußischen Adel gehoben wurden, zu unterscheiden.

## Geschichte
Das Geschlecht stammt mutmaßlich aus Schottland und beginnt seine Stammreihe mit dem 1643 in Preußen eingewanderten siebenbürgischen, dann kurbrandenburgischen Generalmajor Andreas von Gaudi (1613–1665), auf Bündtken in Ostpreußen, der mit seiner Deszendenz zum preußischen Adel gerechnet wurde.
Das Geschlecht besaß zwischen 1650 und 1780 in Preußen die Güter Bündtken, Dothen, Dwielen, Genslack, Görcken, Laukischken, Leischkidde, Leiszen, Paddeim und Pellen.
Am 11. September 1786 wurde der preußische Minister Leopold Otto von Gaudi (1728–1789) in den preußischen Freiherrnstand gehoben. Die von ihm somit gestiftete freiherrliche Linie ist erloschen. Die Führung des Freiherrntitels durch das Gesamtgeschlecht wurde in Preußen jedoch nicht beanstandet.

## Bekannte Familienmitglieder
- Alice von Gaudy (1863–1929), deutsche Dichterin
- Andreas von Gaudi (1613–1665), kurbrandenburgischer Generalmajor
- Arthur von Gaudy (1842–1924), preußischer Generalleutnant
- Carl Friedrich Ludwig von Gaudi (1734–1784), preußischer Beamter
- Franz von Gaudy (1800–1840), deutscher Dichter und Novellist
- Friedrich Wilhelm Leopold von Gaudi (1765–1823), preußischer Generalleutnant
- Friedrich Wilhelm von Gaudi (1725–1788), preußischer Generalleutnant
- Leopold Otto von Gaudi (1728–1789), preußischer Minister

## Wappen

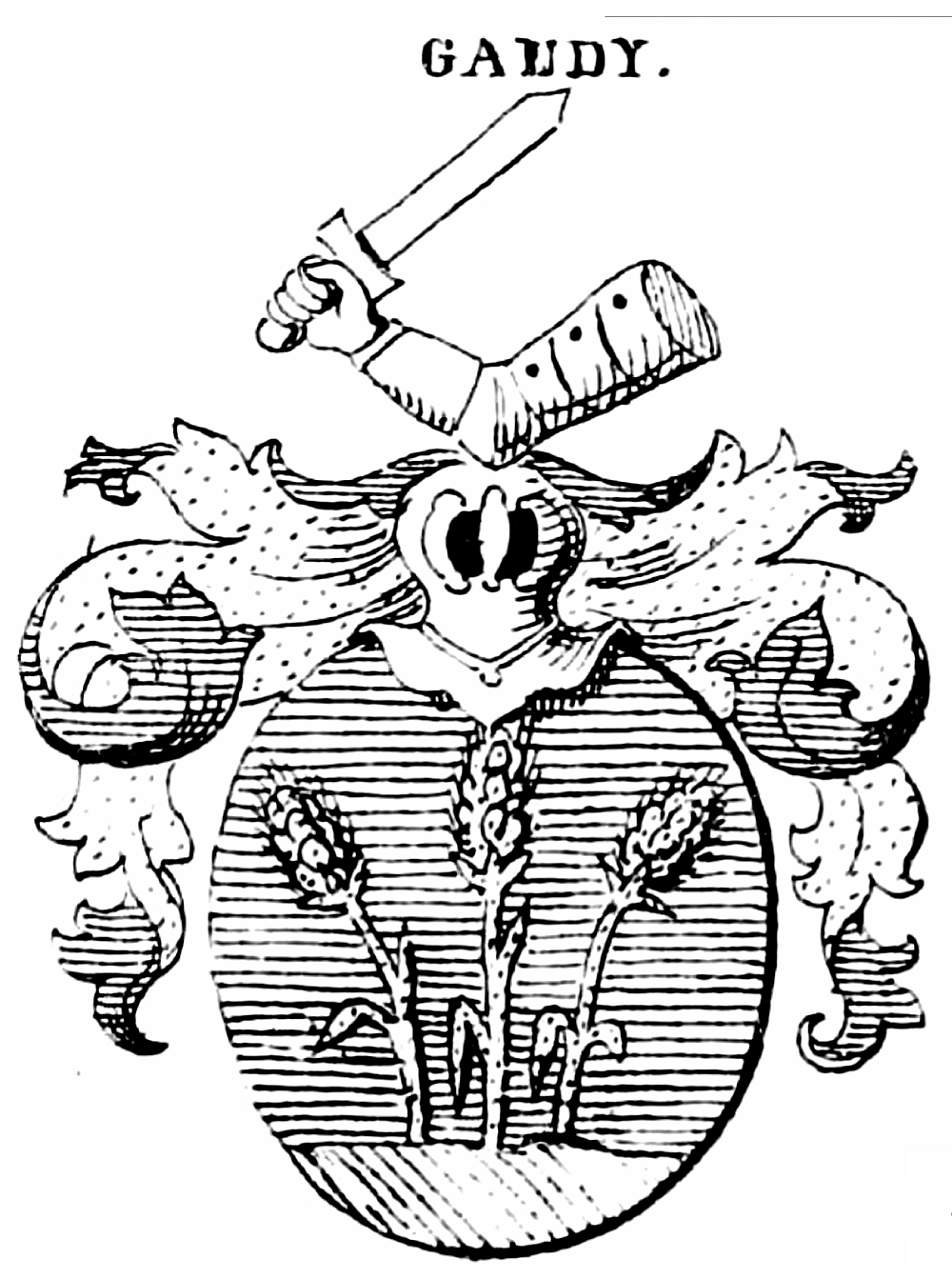
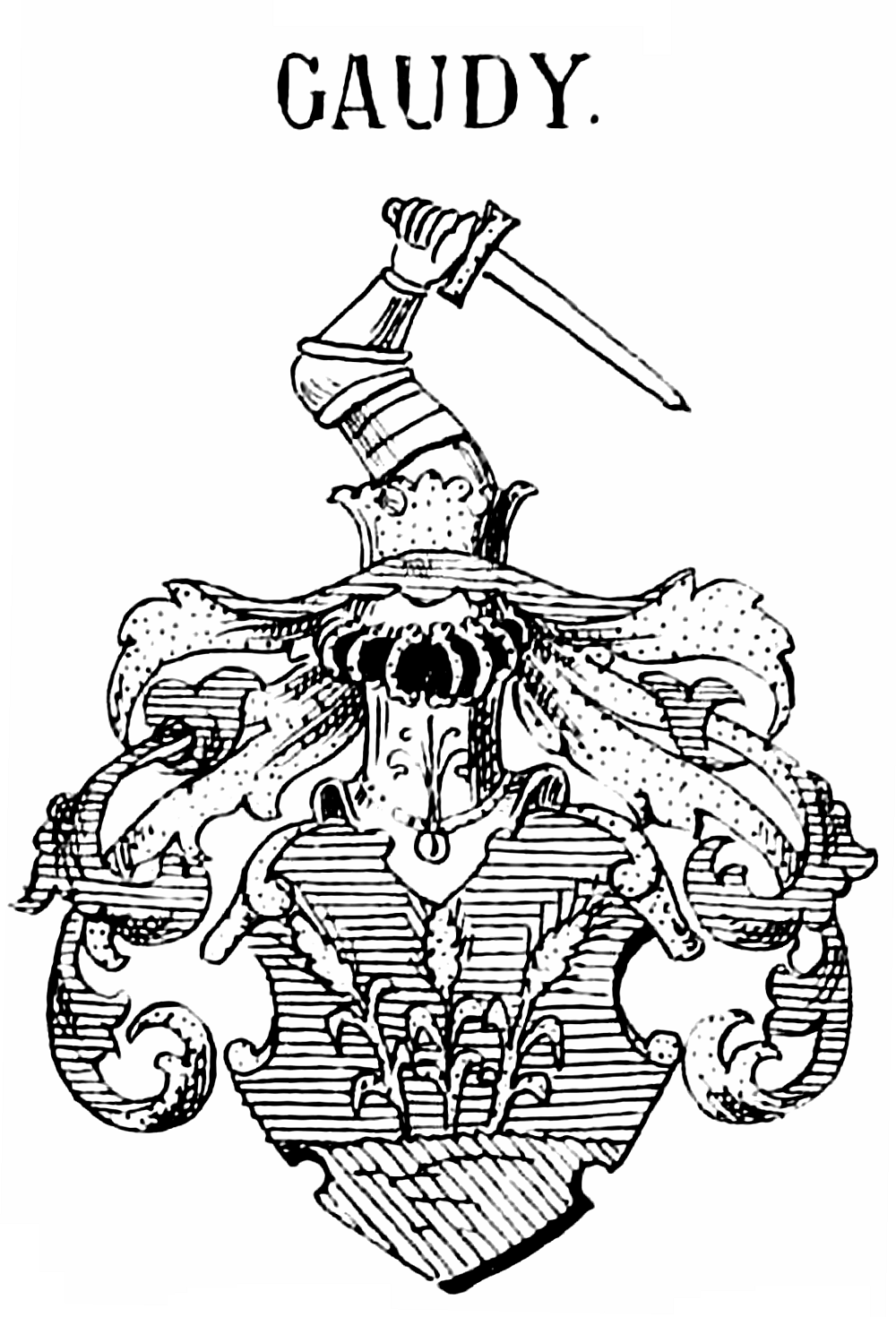
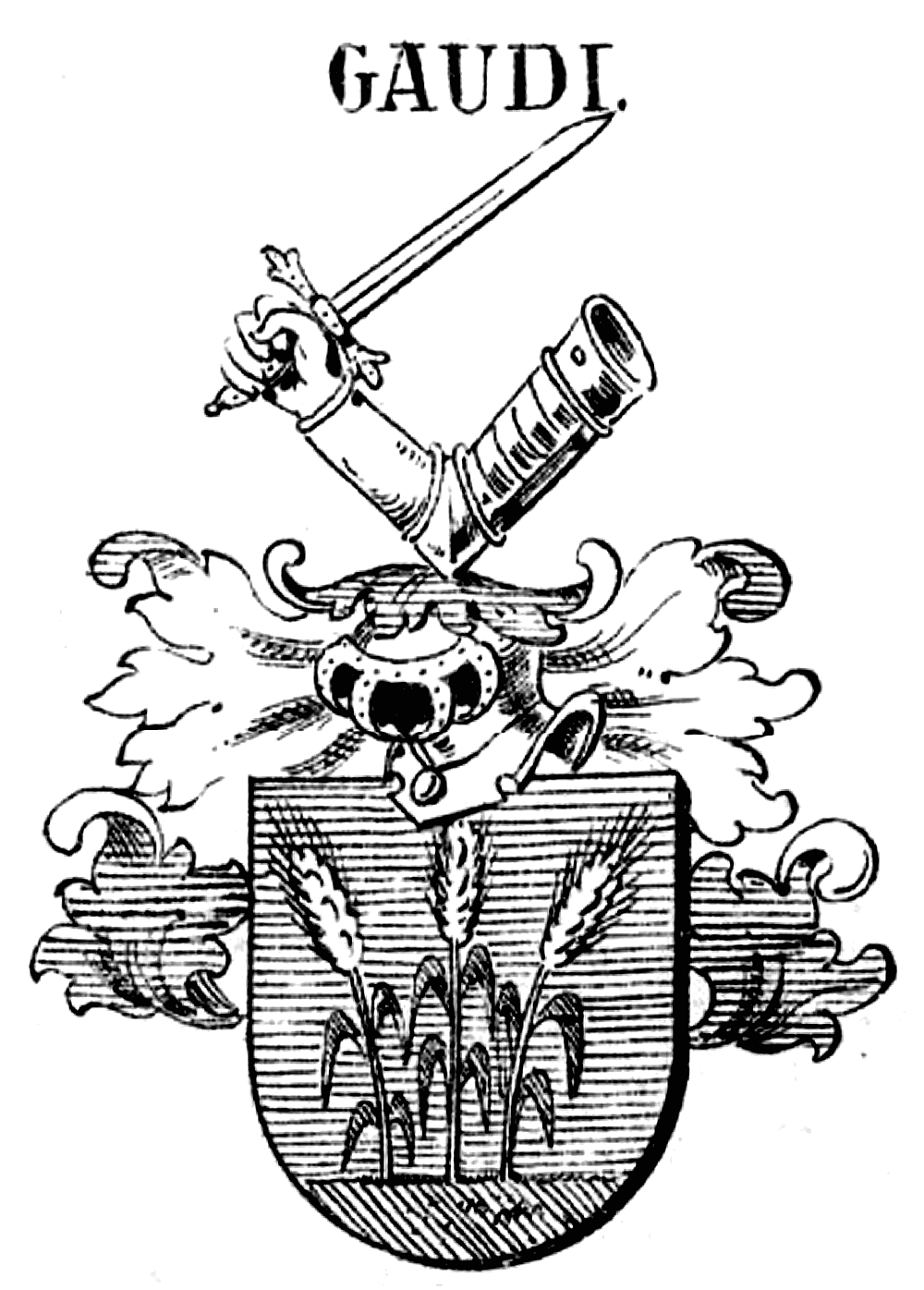

Das Stammwappen zeigt in Blau auf grünem Hügel drei goldene Ähren. Auf dem Helm mit blau-goldenen Decken ein auf den Ellenbogen gestützter, geharnischter Arm mit Schwert. Der Schild wurde auch silbern, und der Schwertarm auch wachsend dargestellt.
Wappenvarianten in Siebmachers Wappenbüchern